# Phyllophilopsis melanopyga
Phyllophilopsis melanopyga là một loài ruồi trong họ Tachinidae.